# 上海市继光高级中学
上海市继光中学，始建于1898年。它的前身是英国基督教伦敦会(London Missionary Society)在上海创办的麦伦书院(Medhurst College)。1927年改名为私立麦伦中学。1953年改为公立并更名为继光中学，是1950年代上海十所市重点之一。现为上海市科技教育特色学校，上海市行为规范锦旗单位，及上海市虹口区重点中学。